# 马尔科·马鲁利奇
马尔科·马鲁利奇（1450年8月18日—1524年1月5日），克罗地亚诗人、文艺复兴人文主义者，他创造了西语中“心理学”（psychology）一词。马鲁利奇被视为克罗地亚的民族诗人，被称为“克罗地亚中世纪的王冠”及“克罗地亚文艺复兴之父”。